# Giovanni di Tuscolo
Giovanni Berardi, noto come Giovanni Marsicano o Giovanni di Tuscolo (Marsica, 1050 circa – ottobre 1119), è stato un cardinale italiano.

## Biografia

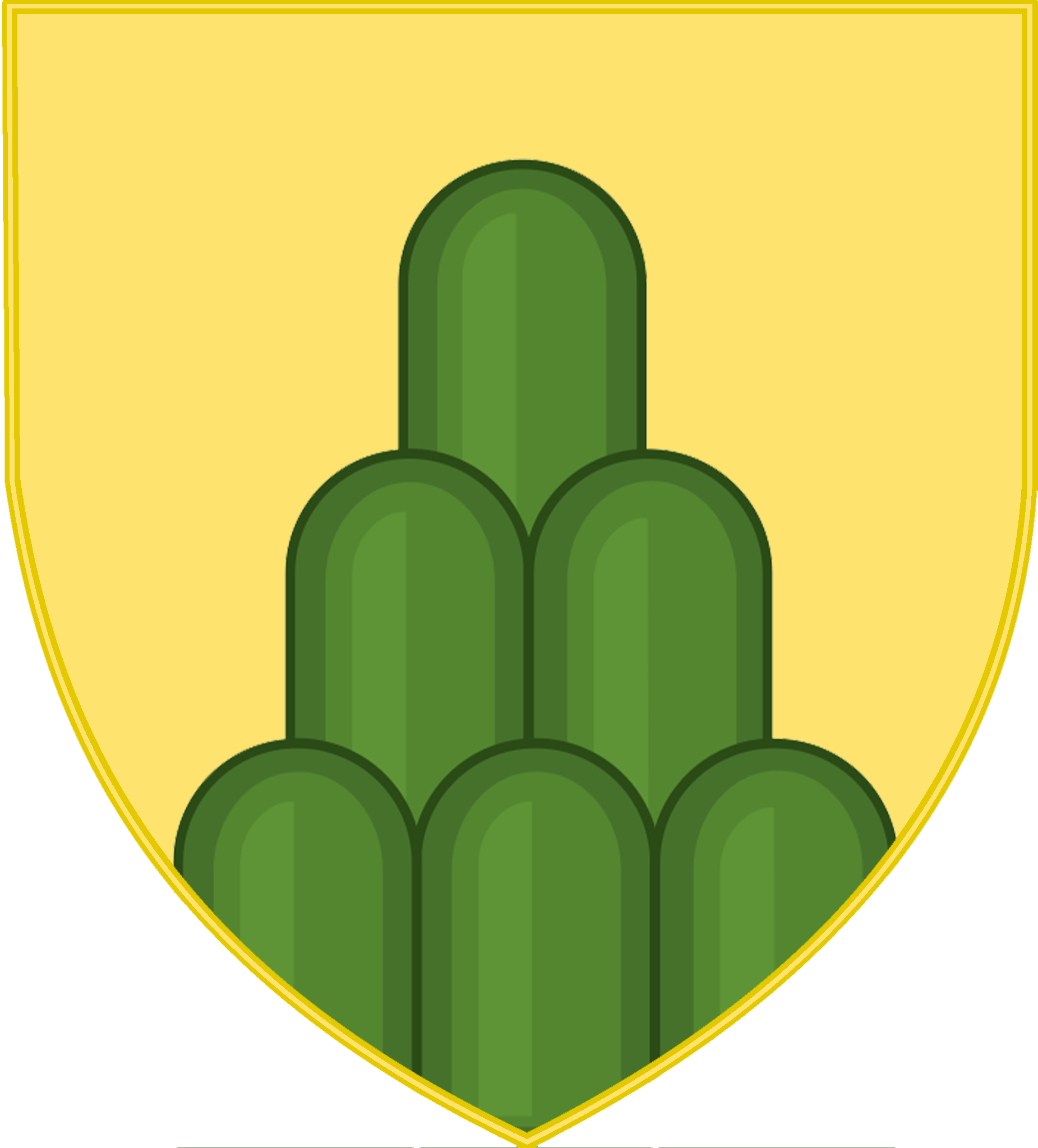
Stemma della famiglia Berardi, Conti dei Marsi, cui Giovanni apparteneva

Appartenente alla famiglia nobile dei Berardi, Giovanni era il figlio di Berardo e il fratello di Leone. Nacque nella Marsica intorno al 1050 e cominciò la sua formazione ecclesiastica in Francia, nell'Abbazia di Notre-Dame du Bec, sita a Le Bec-Hellouin, spinto dalla fama di Anselmo d'Aosta, che inizialmente gli fece da precettore e dopo lo creò prima canonico della Diocesi di Beauvais e poi abate dell'Abbazia benedettina del Santissimo Salvatore, ubicata nei pressi di Benevento. Nel 1099, salito al soglio papa Pasquale II, fu da questi nominato cardinale vescovo di Tuscolo, da cui uno dei due soprannomi con cui è conosciuto. Il papa, dopo averlo fatto partecipare al Concilio di Melfi IV e ad un incontro ad Anagni, nel 1101 lo spedì in Inghilterra per fargli svolgere un incarico diplomatico, non prima di avergli fatto fare tappa ad Autun. L'alta considerazione di cui godeva Giovanni presso il papa si rese evidente a partire dal 1108: in tale anno, in sua assenza, Giovanni guidò come vicario la Santa Romana Chiesa, mentre il 12 febbraio 1111 presenziò all'incoronazione imperiale di Enrico V di Franconia. In particolare, terminata la cerimonia, il neo imperatore comunicò ai presenti di rinunciare alla lotta per le investiture e fece leggere un documento papale che ordinava la restituzione dei regalia, suscitando enormi proteste. I principi sia tedeschi che ecclesiastici vedevano infatti compromesso il loro potere secolare di cui avevano goduto fino ad allora. L'imperatore ordinò così la cattura del papa e dei cardinali lì presenti, tra cui Giovanni, che si salvò con la fuga. Giovanni insieme al fratello Leone reagì quindi organizzando a Roma una resistenza contro Enrico V, contando sull'appoggio dei Normanni. Tuttavia la morte improvvisa di alcuni tra i più importanti fautori dell'iniziativa portò al fallimento della missione stessa. Ciononostante Giovanni ci riprovò ponendosi a capo di un gruppo di ecclesiastici che cercavano di contrastare la politica ora condiscendente di Pasquale II verso Enrico V. Cessati gli attriti tra le varie parti, Giovanni tornò nella comunità ecclesiale e il 23 marzo 1112 partecipò ad una seduta del Concilio Lateranense. Dopo aver svolto incarichi ecclesiastici minori, nell'ottobre 1119 Giovanni morì durante un viaggio diplomatico.